# Plan de numérotation téléphonique en Chine

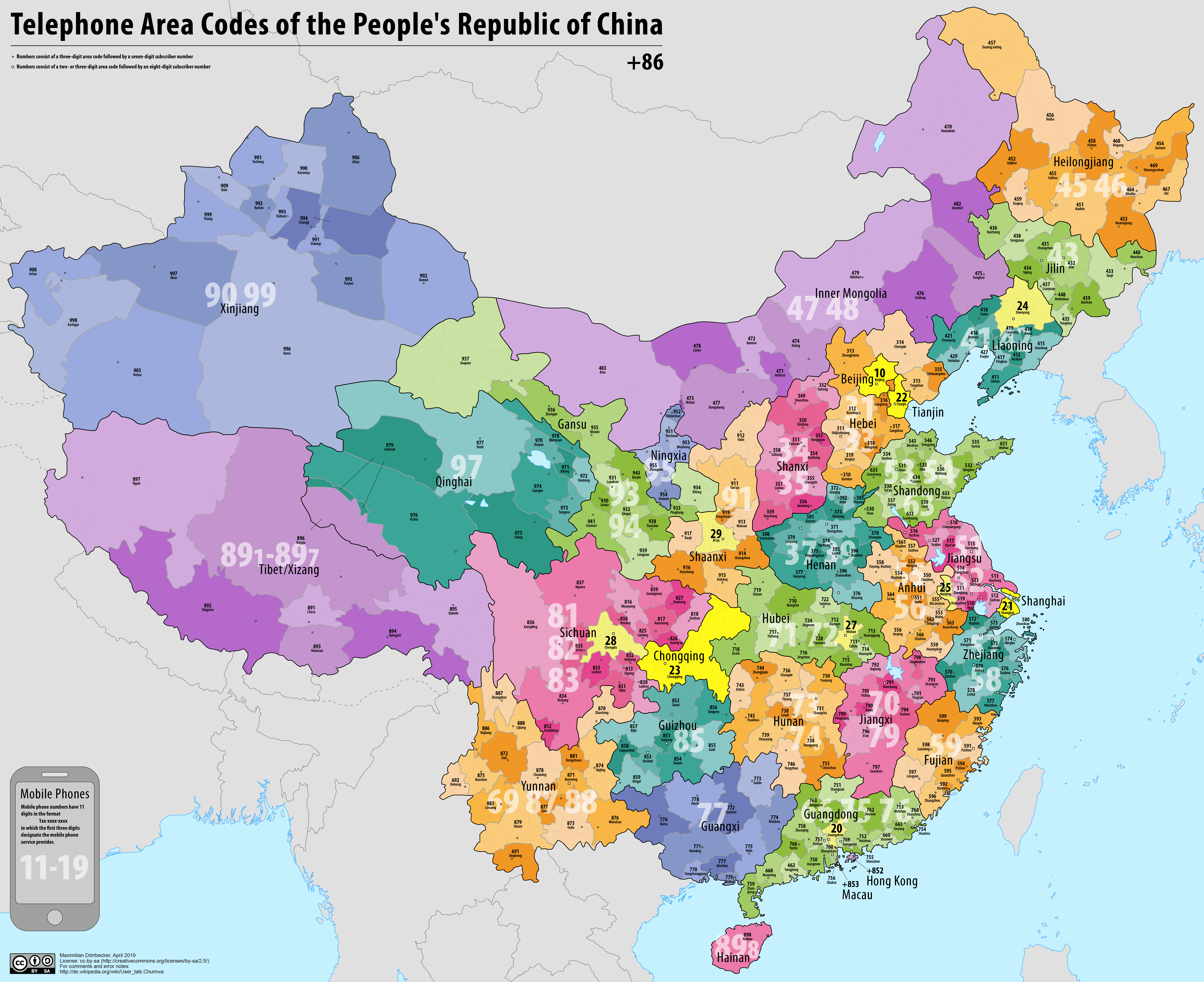
Carte des indicatifs régionaux

Les numéros de téléphone en Chine sont organisés selon le plan de numérotation téléphonique chinois. Les formats numériques des lignes fixes et des téléphones mobiles sont différents: les premières se composent d'indicatifs régionaux, contrairement aux téléphones mobiles. Dans les grandes villes, les numéros de téléphone fixe consistent en un indicatif régional à deux chiffres suivi d'un numéro interne à huit chiffres. Ailleurs, les numéros de lignes fixes sont constitués d'un indicatif régional à trois chiffres suivi d'un numéro interne à sept ou huit chiffres. Les numéros de téléphones mobiles sont composés de onze chiffres. 
Lorsqu'un numéro de téléphone fixe est utilisé pour composer un numéro dans une même zone, il n'est pas nécessaire de spécifier l'indicatif régional. Entre les différentes zones, le numéro cible doit être précédé du préfixe interurbain, qui est le "0". 
Pour appeler un téléphone mobile depuis une ligne fixe, il faut ajouter le "0" devant le numéro de téléphone mobile s'il ne se trouve pas dans la même zone. Les appels mobiles à ligne fixe nécessitent le "0" et l'indicatif régional, si la ligne fixe ne se trouve pas dans la même zone. Les appels de mobile à mobile ne nécessitent pas le "0". Le "0" n'est pas composé de l'extérieur de la Chine continentale. 
Les régions administratives spéciales de Hong Kong et de Macao ne font pas partie de ce plan de numérotation et utilisent les indicatifs de pays +852 et de +853 respectivement. 
En outre, le plan de numérotation de la République populaire de Chine réservait autrefois une place à Taïwan, mais a abandonné cette pratique. 

## Téléphones mobiles
En décembre 2016, chaque numéro de téléphone mobile doit obligatoirement être attribué à un vrai nom en Chine continentale. 
En Chine continentale, les numéros de téléphone mobile comportent 11 chiffres au format 1..-....-...., les trois premiers chiffres (par exemple 13., 14., 15., 17. et 18.) désignant le fournisseur de service de téléphonie mobile. 
Comme de nouveaux numéros ont été introduits au fil du temps, il est possible de reconnaître l’âge d’un numéro: les plus anciens numéros GSM commencent par 1390…, les deuxièmes plus anciens 1380… jusqu'à 1300… Le maintien du même numéro dans le temps est en quelque sorte associé à la stabilité et à la fiabilité du propriétaire. Comme le quatrième chiffre a été introduit plus tard, c'est donc le "0" pour tous les anciens numéros. Les autres numéros dont les formats diffèrent de 1390, 1380..., 1300 ont été introduits. Le cinquième au septième chiffre est parfois lié à l’âge et au lieu. 
Même avant le GSM, les téléphones mobiles avaient des numéros commençant par 9. Ces chiffres ont finalement été traduits dans un format de type "1390..9…" où les ".." étaient des identifiants locaux. 
Les fournisseurs de téléphonie mobile peuvent être identifiés par les trois ou quatre premiers chiffres comme suit: 
| Préfixe       | Fournisseur     | Réseau                                              |
| ------------- | --------------- | --------------------------------------------------- |
| 130-132       | China Unicom    | LTE / WCDMA / GSM                                   |
| 133           | China Telecom 1 | LTE / CDMA2000 / cdmaOne                            |
| 1340-1348     | China Mobile    | LTE / TD-SCDMA / GSM                                |
| 1349          | Chinasat        | Satellite                                           |
| 135-139       | China Mobile    | LTE / TD-SCDMA / GSM                                |
| 144.          | China Mobile    | LTE / TD-SCDMA / GSM ( IoT uniquement)              |
| 145           | China Unicom    | LTE / WCDMA (anciennement Data-plans uniquement)    |
| 147           | China Mobile    | LTE / TD-SCDMA (anciennement Data-plans uniquement) |
| 148..         | China Mobile    | LTE / TD-SCDMA / GSM ( IoT uniquement)              |
| 150/1/2/7/8/9 | China Mobile    | LTE / TD-SCDMA / GSM                                |
| 153           | China Telecom 1 | LTE / CDMA2000 / cdmaOne                            |
| 155/6         | China Unicom    | LTE / WCDMA / GSM                                   |
| 166           | China Unicom    | LTE / WCDMA / GSM                                   |
| 167           | China Unicom 2  | LTE / WCDMA / GSM                                   |
| 1700/1/2      | China Telecom 2 | LTE / CDMA2000 / cdmaOne                            |
| 1703/5/6      | China Mobile 2  | LTE / TD-SCDMA / GSM                                |
| 1704/7/8/9    | China Unicom 2  | LTE / WCDMA / GSM                                   |
| 171           | China Unicom 2  | LTE / WCDMA / GSM                                   |
| 173/7         | China Telecom   | LTE / CDMA2000 / cdmaOne                            |
| 17400-05      | Chinasat        | Satellite                                           |
| 1749          | Inmarsat 3      | Satellite                                           |
| 176           | China Unicom    | LTE / WCDMA / GSM                                   |
| 180/1/9       | China Telecom   | LTE / CDMA2000 / cdmaOne                            |
| 182/3/4/7/8   | China Mobile    | LTE / TD-SCDMA / GSM                                |
| 185/6         | China Unicom    | LTE / WCDMA / GSM                                   |
| 198           | China Mobile    | LTE / TD-SCDMA / GSM                                |
| 191/9         | China Telecom   | LTE / CDMA2000 / cdmaOne                            |

1 - Anciennement China Unicom
2 - Assigné à des opérateurs de réseaux virtuels
3 - Exploité par le Centre d'information, de télécommunication et de transport de Chine 

## Formats d'appel
Pour appeler en Chine, le format suivant est utilisé: 
- Pour les téléphones fixes:

Pour les appels dans le même indicatif régional: "... ...."
Pour les appels provenant d'autres régions de Chine: "0yyy ... ...."  
Pour les appels provenant hors de Chine: "+86 yyy ... ...."  
- Pour les téléphones mobiles:

Pour les appels vers des téléphones mobiles en Chine: "1nn .... ...."
Pour les appels vers des téléphones mobiles situés hors de Chine: "+86 1nn .... ...."

## Zone 10 - Pékin
Le préfixe 1 est exclusivement utilisé par la capitale, la municipalité de Pékin. 
- Pékin - 10

## Zone 2
Le chiffre "2" représente toute une série d'indicatifs régionaux pour les municipalités de Shanghai, Tianjin et Chongqing, ainsi que pour plusieurs grandes villes offrant un accès rapide au téléphone. Toutes ces villes sont passées à un système à 8 numéros au cours de la dernière décennie. La République populaire de Chine réserve le code 26 à Taipei, la capitale de Taïwan . 
Tous les numéros de téléphone sont composés de 8 chiffres dans ces régions. 
- Shanghai - 21
- Tianjin - 22
- Chongqing - 23
- Shenyang, Tieling, Fushun, Benxi - 24
- Nanjing - 25
- Taipei - 26 (utilisation proposée)
- Wuhan - 27
- Chengdu, Meishan, Ziyang - 28
- Xi'an, Xianyang - 29
- Guangzhou - 20

## Zone 3
Le chiffre "3" représente toute une série d'indicatif régionaux pour les provinces du Hebei, du Shanxi et du Henan . 

### Hebei
- Shijiazhuang - 311 (8 chiffres)
- Baoding - 312
- Zhangjiakou - 313
- Chengde - 314
- Tangshan - 315
- Langfang - 316
- Cangzhou - 317
- Hengshui - 318
- Xingtai - 319
- Handan - 310
- Qinhuangdao - 335

### Shanxi
- Taiyuan - 351
- Datong - 352
- Yangquan - 353
- Jinzhong - 354
- Changzhi - 355
- Jincheng - 356
- Linfen - 357
- Lüliang - 358
- Yuncheng - 359
- Xinzhou - 350
- Shuozhou - 349

### Henan
- Zhengzhou - 371 (8 chiffres)
- Kaifeng - 371 (8 chiffres)
- Anyang - 372
- Xinxiang - 373
- Xuchang - 374
- Pingdingshan - 375
- Xinyang - 376 (8 chiffres)
- Nanyang - 377 (8 chiffres)
- Luoyang - 379 (8 chiffres)
- Shangqiu - 370
- Jiaozuo - 391
- Hebi - 392
- Puyang - 393
- Zhoukou - 394
- Luohe - 395
- Zhumadian - 396
- Xinyang (ancienne zone spéciale de Huangchuan ) - 397 (abolie en 2005, le "376" est utilisé à la place)
- Sanmenxia - 398

## Zone 4
Le chiffre "4" représente toute une série d'indicatifs régionaux pour la région autonome de Mongolie intérieure et les provinces du nord-est de la Chine (Liaoning, Jilin et Heilongjiang). De plus, les numéros commençant par le "400" sont des numéros dont les frais sont partagés (les appelants sont facturés au tarif local partout dans le pays) [réf. nécessaire]. 

### Liaoning
Shenyang, la capitale provinciale ainsi que Tieling, Fushun et Benxi utilisent l'indicatif "24". 
- Dalian - 411 (8 chiffres)
- Anshan - 412
- Dandong - 415
- Jinzhou - 416
- Yingkou - 417
- Fuxin - 418
- Liaoyang - 419
- Chaoyang - 421
- Panjin - 427
- Huludao - 429

### Jilin
- Changchun - 431 (8 chiffres)
- Jilin - 432 (8 chiffres)
- Yanji - 433
- Siping - 434
- Tonghua - 435
- Baicheng - 436
- Liaoyuan - 437
- Songyuan - 438
- Baishan - 439
- Hunchun - 440
- Meihekou - 448

### Heilongjiang
- Harbin - 451 (8 chiffres)
- Qiqihar - 452
- Mudanjiang - 453
- Jiamusi - 454
- Suihua - 455
- Heihe - 456
- Daxing'anling - 457
- Yichun - 458
- Daqing - 459
- Qitaihe - 464
- Jixi - 467
- Hegang - 468
- Shuangyashan - 469

### Mongolie intérieure
- Hohhot - 471
- Baotou - 472
- Wuhai - 473
- Jining - 474
- Tongliao - 475
- Chifeng - 476
- Dongsheng - 477
- Linhe - 478
- Xilinhot - 479
- Hulunbuir - 470
- Ulanhot - 482
- Alxa - 483

## Zone 5
Le chiffre "5" représente toute une série d'indicatifs régionaux pour les provinces du Jiangsu, Shandong (principalement), Anhui, Zhejiang et du Fujian. 

### Jiangsu
Nanjing, capitale provinciale, utilise l'indicatif "25". Tous les numéros de téléphone sont à 8 chiffres dans le Jiangsu. 
- Zhenjiang - 511
- Suzhou - 512
- Nantong - 513
- Yangzhou - 514
- Yancheng - 515
- Xuzhou - 516
- Huai'an - 517
- Lianyungang - 518
- Changzhou - 519
- Wuxi - 510
- Taizhou - 523
- Suqian - 527

### Shandong - Zone 5
La plupart des régions du Shandong utilisent le préfixe "5". 
- Jinan - 531 (8 chiffres)
- Qingdao - 532 (8 chiffres)
- Zibo - 533
- Dezhou - 534
- Yantai - 535
- Weifang - 536
- Jining - 537
- Tai'an - 538
- Linyi - 539
- Heze - 530
- Binzhou - 543
- Dongying - 546

### Anhui
- Hefei - 551 (8 chiffres)
- Bengbu - 552
- Wuhu - 553
- Huainan - 554
- Ma'anshan - 555
- Anqing - 556
- Suzhou - 557
- Fuyang, Bozhou - 558
- Huangshan - 559
- Chuzhou - 550
- Huaibei - 561
- Tongling - 562
- Xuancheng - 563
- Lu'an - 564
- Chizhou - 566

### Zhejiang
- Hangzhou - 571 (8 chiffres)
- Huzhou - 572
- Jiaxing - 573 (8 chiffres)
- Ningbo - 574 (8 chiffres)
- Shaoxing - 575 (8 chiffres)
- Taizhou - 576 (8 chiffres)
- Wenzhou - 577 (8 chiffres)
- Lishui - 578
- Jinhua - 579 (8 chiffres)
- Quzhou - 570
- Zhoushan - 580

### Fujian
- Fuzhou - 591 (8 chiffres)
- Xiamen - 592
- Ningde - 593
- Putian - 594
- Quanzhou - 595 (8 chiffres)
- Zhangzhou - 596
- Longyan - 597
- Sanming - 598
- Nanping - 599

Kinmen, Matsu et Wuqiu sont actuellement sous le contrôle de la République de Chine, dont l'indicatif téléphonique international est le "886". 

## Zone 6
Tous les indicatifs régionaux avec le préfixe "6" ont été attribués ces dernières années. Le préfixe "+866" était auparavant attribué à Taïwan, mais le préfixe "+886" est utilisé de nos jours. 

### Shandong - Zone 6
Certaines régions utilisent également le préfixe 6. 
- Weihai - 631
- Zaozhuang - 632
- Rizhao - 633
- Laiwu - 634
- Liaocheng - 635

### Guangdong - Zone 6
Alors que la plupart des régions du Guangdong utilisent le préfixe "7", certaines régions utilisent également le préfixe "6". La capitale de la province, Guangzhou, utilise l'indicatif "20". 
- Yangjiang - 662 [2]
- Jieyang - 663
- Maoming - 668
- Shanwei - 660

### Yunnan - Zone 6
Alors que la plupart des régions du Yunnan utilisent le préfixe "8", quelques régions utilisent également le préfixe "6". 
- Jinghong - 691
- Dehong - 692

## Zone 7
Ce sont des indicatifs régionaux pour les provinces centrales du Hubei, du Hunan, du Guangdong (principalement), du Jiangxi et de la région autonome du Guangxi . 

### Hubei
La capitale provinciale de Wuhan utilise l'indicatif "27". 
- Ezhou - 711
- Xiaogan - 712
- Huanggang - 713
- Huangshi - 714
- Xianning - 715
- Jingzhou - 716
- Yichang - 717
- Enshi - 718
- Shiyan - 719
- Xiangfan - 710
- Suizhou - 722
- Jingmen - 724
- Xiantao, Tianmen, Qianjiang –728

### Hunan
- Changsha - 731 (8 chiffres)
- Xiangtan - 731 (8 chiffres)
- Zhuzhou - 731 (8 chiffres)
- Hengyang - 734
- Chenzhou - 735
- Changde - 736
- Yiyang - 737
- Loudi - 738
- Shaoyang - 739
- Yueyang - 730
- Jishou - 743
- Zhangjiajie - 744
- Huaihua - 745
- Yongzhou - 746

### Guangdong - Zone 7
Certaines régions du Guangdong utilisent le préfixe "6", tandis que Guangzhou, la capitale provinciale, utilise l'indicatif "20". 
- Shaoguan - 751
- Huizhou - 752
- Meizhou - 753
- Shantou - 754 (8 chiffres)
- Shenzhen - 755 (8 chiffres)
- Zhuhai - 756
- Foshan - 757 (8 chiffres)
- Zhaoqing - 758
- Zhanjiang - 759
- Jiangmen - 750
- Zhongshan - 760 (8 chiffres)
- Heyuan - 762
- Qingyuan - 763
- Yunfu - 766
- Chaozhou - 768
- Dongguan - 769 (8 chiffres)

### Guangxi
- Nanning - 771
- Liuzhou - 772
- Guilin - 773
- Wuzhou - 774
- Yulin - 775
- Baise - 776
- Qinzhou - 777
- Hechi - 778
- Beihai - 779
- Fangchenggang - 770

### Jiangxi
- Nanchang - 791 (8 chiffres)
- Jiujiang - 792
- Shangrao - 793
- Fuzhou, Jiangxi - 794
- Yichun - 795
- Ji'an - 796
- Ganzhou - 797
- Jingdezhen - 798
- Pingxiang - 799
- Xinyu - 790
- Yingtan - 701

## Zone 8
Le chiffre "8" représente une série d'indicatifs régionaux pour les provinces du Sichuan, Hainan, Guizhou et du Yunnan (principalement) ainsi que la région autonome du Tibet . 

### Sichuan
Chengdu, la capitale provinciale, ainsi que Meishan et Ziyang utilisent l'indicatif "28". 
- Panzhihua - 812
- Zigong - 813
- Mianyang - 816
- Nanchong - 817
- Dazhou - 818
- Suining - 825
- Guang'an –826
- Bazhong - 827
- Yibin - 831
- Neijiang - 832
- Leshan - 833
- Xichang - 834
- Ya'an - 835
- Kangding - 836
- Ngawa - 837
- Deyang - 838
- Guangyuan - 839
- Luzhou - 830

### Guizhou
- Guiyang, Zunyi, Anshun - 851 (8 chiffres)
- Duyun - 854
- Kaili - 855
- Tongren - 856
- Bijie - 857
- Liupanshui - 858
- Xingyi - 859

### Yunnan - Zone 8
Certaines régions du Yunnan utilisent le préfixe 6 . 
- Kunming - 871 (8 chiffres)
- Dali - 872
- Gejiu - 873
- Qujing - 874
- Baoshan - 875
- Wenshan - 876
- Yuxi - 877
- Chuxiong - 878
- Simao - 879
- Zhaotong - 870
- Dongchuan - 881
- Lincang - 883
- Nujiang - 886
- Zhongdian - 887
- Lijiang - 888

### Tibet
- Lhassa - 891
- Shigatse - 892
- Shannan - 893
- Nyingchi - 894
- Qamdo - 895
- Nagqu - 896
- Ngari - 897

### Hainan
- Toutes les zones - 898 (8 chiffres)

## Zone 9
Le chiffres "9" représentent toute une série d'indicatifs régionaux pour les régions du nord-ouest, comprenant les provinces du Shaanxi, du Gansu et du Qinghai, ainsi que pour les régions autonomes du Ningxia et du Xinjiang . 

### Shaanxi
La capitale de la province, Xi'an, utilise l'indicatif "29"; Le même indicatif a été attribué à compter du 16 septembre 2006. 
- Yan'an - 911
- Yulin - 912
- Weinan - 913
- Shangzhou - 914
- Ankang - 915
- Hanzhong - 916
- Baoji - 917
- Tongchuan - 919

### Gansu
- Lanzhou - 931
- Dingxi - 932
- Pingliang - 933
- Xifeng - 934
- Wuwei - 935
- Zhangye - 936
- Jiuquan - 937
- Tianshui - 938
- Longnan - 939
- Linxia - 930
- Gannan - 941
- Baiyin - 943

### Ningxia
- Yinchuan - 951
- Shizuishan - 952
- Wuzhong - 953
- Guyuan - 954
- Zhongwei - 955

### Qinghai
- Xining - 971
- Haidong - 972
- Tongren - 973
- Gonghe - 974
- Golog - 975
- Yushu - 976
- Haixi (Delingha) - 977
- Menyuan - 978
- Golmud - 979
- Haiyan - 970

### Xinjiang
- Ürümqi - 991
- Kuitun - 992
- Shihezi - 993
- Changji - 994
- Turpan - 995
- Korla - 996
- Aksu - 997
- Kashgar - 998
- Yining - 999
- Karamay - 990
- Tacheng - 901
- Kumul - 902
- Hotan - 903
- Altay - 906
- Artux - 908
- Bole - 909

## Numéros d'urgence
En Chine continentale, les numéros d'urgence suivants sont utilisés: 
- 110 - Police 1
- 119 - Pompiers 1
- 120 - Ambulance
- 122 - Accident de la circulation 1
- 999 - Ambulance privée (Beijing)

Dans la plupart des villes, les numéros d'urgence fournissent une assistance en chinois et en anglais . 
1. À partir de 2012 à Shenzhen, une mise à jour du système a été appliqué pour unifier les trois services d'urgence en un seul numéro, le 110. Ce système similaire est en cours d'application dans plusieurs villes chinoises pour les rendre plus pratiques. 

## Autres numéros
En Chine continentale, les numéros spéciaux suivants sont utilisés: 
- 100.. - Service clientèle des opérateurs téléphoniques (le "10000" pour China Telecom, le "10010" pour China Unicom et le "10086" pour China Mobile)
- 101.. et 116 - Service premium de China Unicom
- 1010.... - Numéro spécial de China Unicom
- 11185 - Poste
- 114 - Renseignements téléphoniques
- 118... - Service premium de China Telecom
- 12117 - Horloge parlante
- 12122 - Service autoroutier
- 123.. - Service public (par exemple, le "12388" est le service de signalement du Comité central pour l’inspection disciplinaire et du Ministère de la Surveillance ; le "12306" est le service d'assistance de la China Railway Corporation )
- 12355 - Assistance téléphonique pour les enfants et les jeunes
- 125.. - Service premium de China Mobile
- 12121 ou 96121 - Météo
- 179.. - VoIP
- 95..., 95105... - Numéro de service (national)
- 955.. - Service téléphonique pour les banques, les assurances et les compagnies aériennes (au niveau national ; par exemple le "95588" est le numéro de service de la Industrial and Commercial Bank of China )
- 96... - Numéro de service (local)

(par exemple, le "962288" est le numéro d'assistance pour les étrangers de Shanghai. Il faut composer le "021-962288" pour les appels provenant de la Chine hors de la municipalité de Shanghai.) 

## Code d'accès international
Le code d’accès international depuis la République populaire de Chine est le "00". Il doit également être utilisé pour les appels en provenance de Chine continentale à destination de Taiwan, de Hong Kong et de Macao, avec leurs indicatifs internationaux distincts, comme suit: 
| Pays      | Préfixe            |
| --------- | ------------------ |
| Taïwan    | 00 886 ... ... ... |
| Hong Kong | 00 852 .... ....   |
| Macao     | 00 853 .... ....   |